# SGR 1806-20
SGR 1806-20 — магнетар, источник мягких повторяющихся гамма-всплесков, находящийся на расстоянии около 14,5 килопарсек (50 000 световых лет) от Земли в противоположной от нас части Млечного Пути в созвездии Стрельца. Он имеет диаметр не более 20 км и делает один оборот вокруг своей оси за 7,5 секунд (скорость вращения на экваторе 30 000 км/ч). По состоянию на 2007 год, SGR 1806-20 является самым замагниченным объектом из всех известных человечеству, с магнитным полем в 1015 Гс (1011 Тл) (для сравнения, магнитное поле Солнца составляет 1–5 Гс), которое в квадриллион раз сильнее, чем магнитное поле Земли.

## Гамма-всплеск

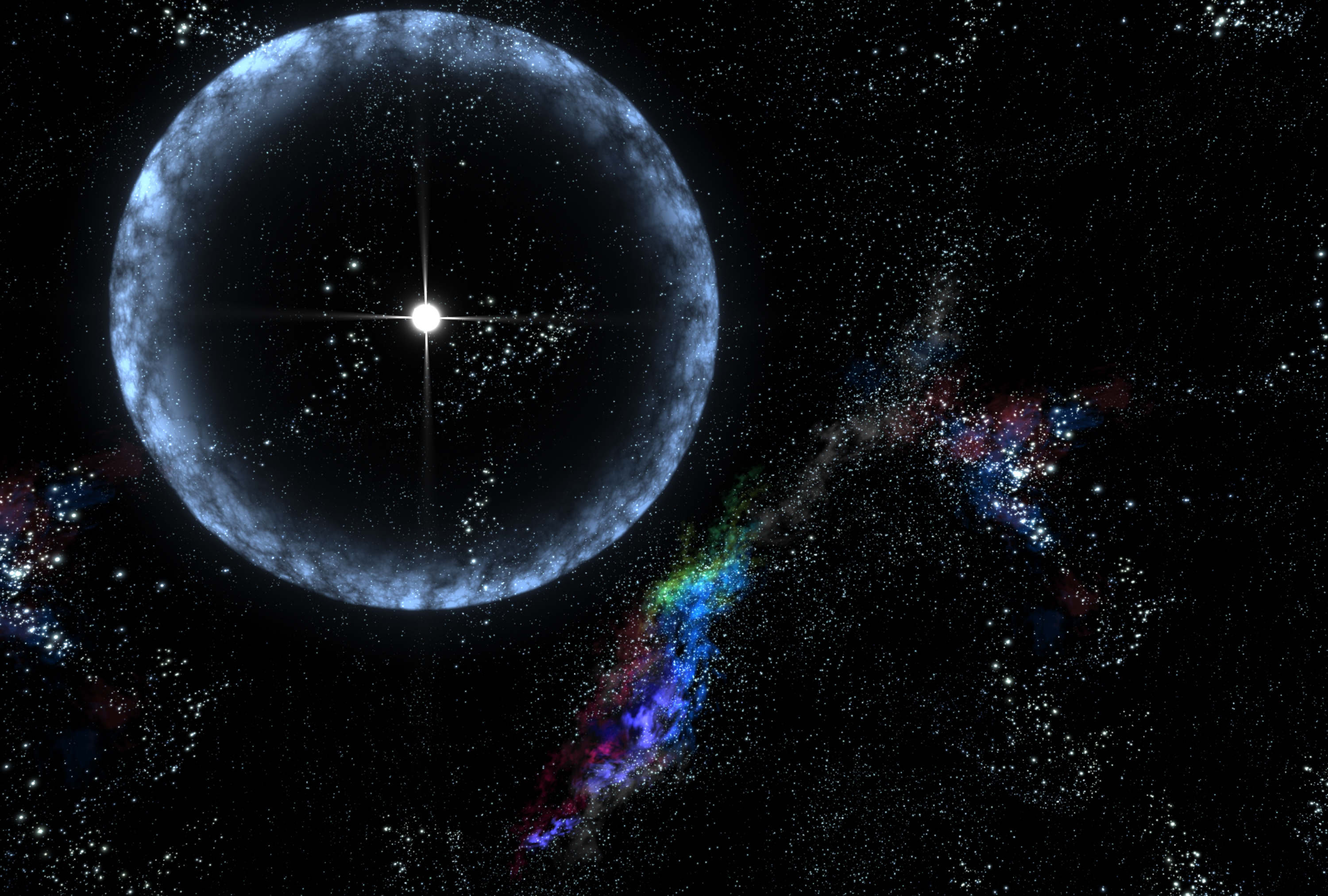
Всплеск гамма-лучей, прибывших в нашу солнечную систему от SGR 1806-20 (изображено в представлении художника)

27 декабря 2004 года излучение от взрыва на поверхности SGR 1806-20 достигло Земли (28 декабря в 00ч30м26с по московскому времени). В гамма-диапазоне взрыв был ярче полной луны и имел абсолютную величину около −29m. Гамма-излучение воздействовало на ионосферу Земли, и ночью уровень ионизации был такой же, как днём. Магнетар за одну десятую долю секунды испустил больше энергии (1,3⋅1039 Дж), чем Солнце испускает за 100 000 лет (4⋅1026 Вт × 3,2⋅1012 сек = 1,3⋅1039 Дж). Такой всплеск считается крупнейшим взрывом в галактике после того, как взорвалась сверхновая SN 1604, которую наблюдал Иоганн Кеплер в 1604 году. Необычайная яркость всплеска выражается также тем, что триггерные системы обсерваторий INTEGRAL и Swift отреагировали на всплеск, будучи направленными на соответственно 106 и 105 градусов в сторону от SGR 1806-20, так что он был даже вне поля зрения инструментов, а КА «КОРОНАС-Ф» вообще был экранирован Землёй и поймал «зайчик» всплеска, отражённый от Луны.
Аналогичный взрыв в пределах 3 парсек (10 световых лет) от Земли мог бы уничтожить озоновый слой и был бы эквивалентен ядерному взрыву мощностью 12 килотонн (50 ТДж), наблюдаемому с дистанции в 7,5 км. Ближайший известный магнетар 1E 2259 586 находится на расстоянии 4 килопарсек (13 000 световых лет) от Земли.
Ранее, 5 октября 2004 года, была обнаружена серия всплесков SGR 1806-20 не таких сильных, как 27 декабря, что по мнению сотрудников ФТИ им. Иоффе РАН было похоже на серию всплесков SGR 1900+14, зарегистрированных 30 мая 1998 года, которые аналогично предшествовали более мощному всплеску 27 августа. Оба гигантских всплеска SGR 1806-20 и SGR 1900+14 оказались схожи не только по предварительным сериям всплесков, но также и формой кривых блеска. Ещё одна такая предваряющая серия всплесков SGR 1806-20 произошла 21 декабря 2004 года.
У всплеска 27 декабря несколько дней спустя антенной решёткой VLA также наблюдалось радиоизлучение «пузыря Ферми», вызванное синхротронным излучением, опять же аналогичное тому, что и в случае со всплеском SGR 1900+14, но во 100 раз более яркое на волновой частоте 8.46 ГГц; в последующие два дня наблюдений радиоизлучение ослабевало.

## Местоположение

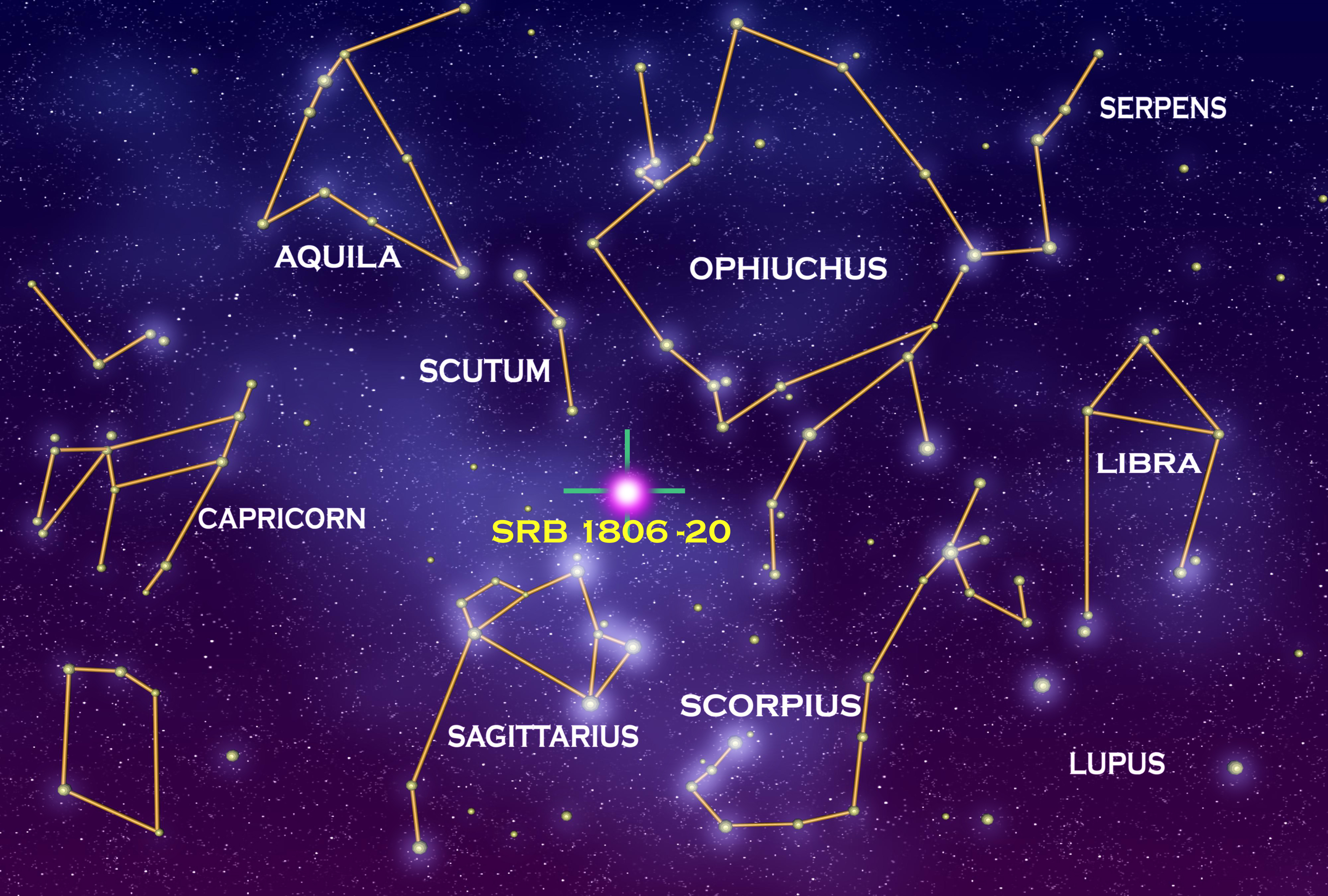
Местоположение SGR 1806-20 на небе, если бы он был бы видим человеческим глазом

SGR 1806-20 находится в центре радиотуманности G10.0-0,3 и является одним из членов скопления Cl 1806-20, в которое входит одна из крупнейших областей ионизированного водорода HII во всём Млечном Пути — W31. Также скопление Cl 1806-20 содержит несколько весьма необычных звёзд: в том числе не менее двух богатых углеродом звёзд Вольфа-Райе (WC9d и WCL), два голубых гипергиганта, и одну из самых ярких и наиболее массивных звёзд в галактике LBV 1806-20.